# Love This Giant
Love This Giant is een studioalbum van David Byrne en St. Vincent.

## Track listing
Alle muziek en teksten zijn geschreven door David Byrne en Annie Clark, tenzij anders aangegeven.
1. "Who" – 3:50
2. "Weekend in the Dust" – 3:05
3. "Dinner for Two" – 3:43
4. "Ice Age" (Clark) – 3:13
5. "I Am an Ape" – 3:05
6. "The Forest Awakes" (Byrne, Clark, and Walt Whitman) – 4:52
7. "I Should Watch TV" – 3:08
8. "Lazarus" – 3:13
9. "Optimist" – 3:49
10. "Lightning" – 4:15
11. "The One Who Broke Your Heart" – 3:46
12. "Outside of Space & Time" (Byrne) – 4:34

### Brass Tactics
De promo ep Brass Tactics werd uitgebracht via Topspin op 28 mei 2013.
1. "Cissus" – 3:14
2. "I Should Watch TV" (M. Stine Remix) – 3:32
3. "Lightning" (Kent Rockafeller Remix) – 3:12
4. "Marrow" (Live) – 3:46
5. "Road to Nowhere" (Live) – 4:27